# Erdbeben auf Zypern 1222
Das Erdbeben auf Zypern 1222 ereignete sich am 11. Mai des Jahres 1222 um etwa 06:15 Uhr UTC. Es hatte eine geschätzte Magnitude zwischen 7,0 und 7,5 und eine Intensität von IX (verwüstend).
Durch das Beben wurde ein Tsunami ausgelöst, der in Libyen und Alexandria registriert wurde. Die stärksten Erschütterungen waren in Nikosia, Limassol und Paphos zu spüren. Es gab viele Todesopfer, wenngleich es keine Schätzungen über deren Gesamtzahl gibt.

## Tektonische Bedingungen
Der geschätzte Ort des Erdbebens liegt an der südwestlichen Küste Zyperns und steht vermutlich mit dem Zypernbogen in Verbindung. Der Zypernbogen ist Teil der Plattengrenzzone, die die Bewegung der afrikanischen Platte relativ zur anatolischen Platte aufnimmt. Die anatolische Platte bewegt sich im Verhältnis zur afrikanischen Platte fast ausschließlich nach Westen. Im östlichen Teil des Bogens sind die Erdbeben ausschließlich durch Blattverschiebung (die Schollen gleiten seitlich aneinander vorbei) gekennzeichnet. Im Westen zeigen sie eine Kombination aus Überschiebung (eine Scholle erfährt eine Aufwärtsbewegung) und Blattverschiebung. Unmittelbar westlich von Zypern wurde eine große, von Nordosten nach Südwesten verlaufende Blattverschiebung identifiziert, die für größere Erdbeben in diesem Gebiet verantwortlich ist.

## Schäden
In den meisten Teilen der Insel wurden große Schäden verursacht. Aus Nikosia gab es Berichte von Schäden und Todesopfern. Limassol wurde mit einer hohen Anzahl an Toten fast vollständig zerstört.
Der größte Schaden entstand jedoch in Paphos, das vollständig zerstört wurde und wo die meisten der Bewohner starben. Die byzantinische Festung Saranda Kolones wurde bei dem Beben zerstört und nicht wiederaufgebaut. Bei einer  Ausgrabung in der Burg wurden die Überreste eines Mannes gefunden, der offenbar durch das Loch einer Latrine in den Abwasserabfluss der Burg kletterte, um dem Erdbeben zu entkommen, dort aber von herabstürzendem Mauerwerk eingeschlossen wurde. Da sich die Küstenlinie nach dem Erdbeben seewärts verschob und der alte Hafen austrocknete, verlor die Burg ihre strategische Bedeutung. Stattdessen wurde unter den Lusignans das Kastell Paphos am neuen Hafen gebaut. Durch den auf das Erdbeben folgenden Tsunami wurde anschließend die Stadt überflutet. Es soll eine Kirche eingestürzt sein und den Bischof und seine Gemeinde begraben haben. Mönche des Franziskanerordens verließen nach dem Beben ihre Kirche in Paphos.
Im Inselinneren kam es wahrscheinlich zu großflächigen Erdrutschen. An einer Stelle, die rund 25 km nordöstlich von Paphos vermutet wird, sollen zwei Berge abgerutscht sein und sechs Dörfer verschüttet haben.
Der ausgelöste Tsunami hatte Simulationen zufolge auf Zypern eine Wellenhöhe von 3,12 Meter, auf Rhodos eine Höhe von 3,95 m, in Tripoli (Libanon) 1,52 m und an den syrischen und türkischen Küsten, die im „Schatten“ Zyperns liegen eine Höhe von unter einem Meter.